# Forgotten Women
Pour plus de détails, voir Fiche technique et Distribution.
Forgotten Women est un film américain réalisé par Richard Thorpe, sorti en 1931.

## Synopsis
À la suite d'un tuyau que lui a fourni Fern Madden, une figurante, Jimmy Burke publie un article révélant les relations d'un producteur avec la pègre. Grâce à cet article, il est promu rédacteur en chef des pages locales. Alors qu'il est presque fiancé à Patricia Young, une autre figurante qui vit en colocation avec Fern, il tombe amoureux de la fille de son éditeur et voit Patricia de moins en moins. Un soir, il demande à Patricia de passer la nuit avec lui, mais au matin elle trouve un mot lui apprenant son autre liaison. Désespérée, elle accepte la proposition d'un gangster de partir en croisière. Alerté par Fern, Jimmy la retrouve avant qu'elle ne parte. 

## Fiche technique
- Titre original : Forgotten Women
- Réalisation : Richard Thorpe
- Scénario : Wellyn Totman, Adele Buffington
- Photographie : Archie Stout, Charles Van Enger
- Production : M.H. Hoffman[1], Trem Carr[2]
- Société de production : Liberty Pictures[1], Monogram Pictures[2]
- Société de distribution : Monogram Pictures
- Pays d'origine :  États-Unis
- Langue originale : anglais
- Format : noir et blanc — 35 mm — 1,37:1 — son Mono
- Genre : drame
- Durée : 67 minutes
- Date de sortie : 
  - États-Unis :1er décembre 1931

## Distribution
- Marion Shilling : Patricia Young
- Beryl Mercer : Fern Madden
- Rex Bell : Jimmy Burke
- Virginia Lee Corbin : Sissy Salem
- Carmelita Geraghty : Helen Turner
- Edna Murphy : Trixie de Forrester
- Edward Earle : "Sleek" Moran
- Jack Carlyle : Dugan
- Eddie Kane : "Swineback"
- Gordon De Main : "Walrus"